# 吴承瑛
吴承瑛（1975年4月21日—），上海人，为已退役的中国职业足球运动员，主要出任左边后卫，但是也曾踢过后防线和中场的多个位置。吴承瑛有‘拼命三郎’之称，是上海申花队左路进攻的主要发起者之一，也是当时国内最好的左边路球员之一。他曾经入选中国国奥队争夺1996年亚特兰大奥运会参赛权，之后长年入选中国国家队牢牢占据左边后卫的位置，参加了2002年日韩世界杯决赛阶段比赛。
吴承瑛2003年以1300万元人民币的标价从上海申花加盟上海中远，迄今在中国足坛国内转会市场中仍未被打破。而直到2007年3月，吴承瑛一直保持中国顶级联赛出场次数最多的纪录。

## 简历
為蘇州洞涇吳氏家族後裔。曾祖父吳郁生，父親為上海大學教授吳樂之。 吳承瑛於1983年-1993年，先后在上海徐汇区原少年体校、上海市少体校、上海少年足球队、上海青年足球队、上海足球二队效力。
1993年底入选新成立的上海申花俱乐部，随队参加甲A联赛。
1995年甲A联赛冠军。1998年中国足协杯冠军。
2003年以1300万的报价（足协最终裁定价495万）由上海申花转会至上海中远（后改名上海国际、西安国际）。
2006年赛季结束后曾计划返回申花，但是2007年初申花与联城两家俱乐部合并，导致未能成行。之后处于半退役状态，没有代表西安国际继续参加中超联赛。

## 荣誉

### 俱乐部
上海申花
- 中国足球甲A联赛冠军 (1): 1995
- 中国足协杯 (1): 1998
- 中国足球超霸杯冠军 (3): 1995, 1998, 2001

### 国家队
中国国家队
- 亚洲杯

殿军 (1): 2000